# Número transfinito
Um número transfinito é a forma rigorosa usada pela matemática para contar o número de elementos de conjuntos infinitos.

## Alef zero
George Cantor (1845 –1918) estudou sistematicamente o conceito de potência de um conjunto, mas, ao contrário de Dedekind, concluiu que os  conjuntos infinitos não são todos iguais (equipotentes).
Ele mostrou que números irracionais são densos, ou seja por mais próximos que estejam dois números, sempre vai haver um outro número entre eles. Então entre dois números quaisquer existem infinitos outros números.
Pensava-se que todos os conjuntos de infinitos possuíam a mesma grandeza (cardinalidade), mas Cantor provou de forma conclusiva que isso não era verdade, pois a quantidade de números do conjunto dos reais era maior do que a dos racionais.
Cantor dizia que os números Reais podiam ser subdivididos de duas maneiras:
1. Como Racionais e Irracionais
2. Como Algébricos e Transcendentes

Cantor demonstrou que os números algébricos possuem a mesma "potência" dos números inteiros, então são os transcendentes que dão a "densidade" que resulta em uma potência maior.
Foram essas observações de Cantor que levaram ao desenvolvimento da Teoria dos Conjuntos.
Cantor designou os  números cardinais infinitos pela letra {\displaystyle \aleph } - "alef", primeira letra do alfabeto hebraico. E utilizou índices i para designá-los:
{\displaystyle \aleph _{i},i\in \mathbb {N} }
Ao conjunto dos naturais ele atribuiu o cardinal transfinito {\displaystyle \aleph _{0}}; {\displaystyle \aleph _{0}} é um número infinito e  portanto não há como compará-lo com um número natural.
Existem outros conjuntos com o mesmo "infinito" dos naturais, ou a mesma potência(cardinalidade) {\displaystyle \aleph _{0}}, como o conjunto dos números pares {0, 2, 4, 6, 8 ...}, o conjunto dos números ímpares, etc.
O conjunto dos pares tem "aparentemente" metade dos números existentes no conjunto dos números Naturais, ou seja {\displaystyle {\aleph _{0} \over 2}}. Mas como {\displaystyle \aleph _{0}} é um "infinito" então qualquer comparação com um número não diz nada portanto {\displaystyle {\aleph _{0} \over 2}=\aleph _{0}}
Os números racionais também possuem a mesma cardinalidade {\displaystyle \aleph _{0}}, arranjando os números racionais como uma tabela.
Podemos enumerar os racionais de forma {\displaystyle {\frac {1}{1}},{\frac {1}{2}},{\frac {2}{1}},{\frac {1}{3}},{\frac {2}{2}},...} e
eliminando os elementos que podem ser simplificados então fazemos uma equivalência com os números naturais mostrando que os racionais possuem uma cardinalidade {\displaystyle \aleph _{0}}.

## Alef um
Então existem diversos conjuntos que ainda não foram citados que possuem o mesmo infinito, mas todos são feitos a partir da enumeração de números naturais. Então podemos fazer um conjunto P(N) em que cada elemento é um subconjunto dos naturais (o conjunto das partes). Se fossemos tentar ordenar esse conjunto segundo a soma dos elementos de cada subconjunto, não haveria forma de expressar os subconjuntos infinitos. Cantor conseguiu uma prova rigorosa de que este conjunto P(N) não pode ser enumerado, o que levou-o a propor o cardinal {\displaystyle \aleph _{1}} para P(N).
O fato de um conjunto possuir o cardinal  {\displaystyle \aleph _{1}} significa que ele é um conjunto infinito de tal maneira que não pode ser colocado em correspondência bi-unívoca com conjunto dos números naturais. A classe de todos os conjuntos equivalentes ao conjunto das partes dos números naturais define o número cardinal {\displaystyle \aleph _{1}}.
Cantor, portanto, conseguiu mostrar que o conjunto das partes dos números naturais tem mais elementos que o conjunto dos números naturais, mas não conseguiu mostrar que não existe um conjunto intermediário, ou seja, que não existe um conjunto X que tem mais elementos que o conjunto dos números naturais e menos elementos que P(N). Esta hipótese foi conhecida na matemática como a hipótese do contínuo, e só foi resolvida adequadamente várias décadas depois.

## Potência do contínuo
Agora vamos ao conjunto dos reais, o conjunto dos reais contém o conjunto dos números inteiros, racionais e irracionais. Podemos provar que ele não é equivalente ao conjunto dos naturais.
Pegando um intervalo {\displaystyle (0,1)} vamos construir uma sequência X:
{\displaystyle x_{1}=0,d_{11}d_{21}d_{31}...} (é o primeiro número do intervalo)
{\displaystyle x_{2}=0,d_{12}d_{22}d_{32}...} (é o segundo número do intervalo)
{\displaystyle x_{2}=0,d_{13}d_{23}d_{33}...} (é o terceiro número do intervalo)
{\displaystyle x_{n}=0,d_{1n}d_{2n}d_{3n}...} (é o n-ésimo número do intervalo)
agora vamos construir um número de tal forma que:
{\displaystyle p_{1}=0,p_{1}p_{2}p_{3}{\mbox{em que para  }}k=1,2,3,...\,{\begin{cases}p_{k}=1,&{\mbox{se }}d_{kk}\neq 1.\\p_{k}=2,&{\mbox{se }}d_{kk}=1.\end{cases}}}
Acabamos de construir um numero que não pertence a X, então não existe um número natural equivalente para enumerá-lo, logo não possuí cardinalidade {\displaystyle \aleph _{0}}. Pode-se provar que o conjunto dos números reais tem a mesma cardinalidade do conjunto das partes dos números naturais, então, segundo Cantor (e a hipótese do contínuo) sua cardinalidade é {\displaystyle \aleph _{1}}.
Agora fazendo conjunto dos subconjunto dos Reais (conjunto das partes de R), pode-se demonstrar que que esse conjunto possui uma cardinalidade maior que a dos conjuntos reais. Segundo a hipótese do contínuo generalizada (novamente proposta por Cantor, e só resolvida décadas depois), este conjunto a cardinalidade seguinte, ou seja, {\displaystyle \aleph _{2}}. Fazendo isto recursivamente obtém-se os cardinais {\displaystyle \aleph _{i}}.

## Operações com cardinais Transfinitos
{\displaystyle \aleph _{n}+a=\aleph _{n}}
{\displaystyle \aleph _{n}+\aleph _{n}=\aleph _{n}}
{\displaystyle \aleph _{n}\times a=\aleph _{n}}
{\displaystyle \aleph _{n}^{a}=\aleph _{n}}
sendo {\displaystyle m>n}
{\displaystyle \aleph _{m}\pm \aleph _{n}=\aleph _{m}}
{\displaystyle \aleph _{m}\times \aleph _{n}=\aleph _{m}}
no entanto (segundo a hipótese do contínuo generalizada):
{\displaystyle a^{\aleph _{n}}=\aleph _{n+1}}
{\displaystyle \aleph _{n}^{\aleph _{n}}=\aleph _{n+1}}